# Anna Szumacher
Anna Szumacher – polska pisarka fantasy, redaktorka i tłumaczka, z wykształcenia archeolog. Autorka kilkudziesięciu opowiadań oraz serii fantasy i urban fantasy. Związana z Łodzią. 

## Życiorys
Debiutowała w magazynie „Fahrenheit” w 2010. Jej teksty pojawiały się m.in. w „Esensji”, „Creatio Fantastica”, „Fantomie”, „Świcie ebooków”, „Fantazmatach”, Zapomnianych Snach, „Silmarisie” i „Szortalu”. Swoją debiutancką powieść Słowodzicielka wydała w 2019 nakładem Wydawnictwa Dolnośląskiego.
Prowadziła Łódzkie Warsztaty Literackie.

## Twórczość

### Powieści
- Arcana, Wydawnictwo Mięta, 2024
- W cieniu aniołów, Wydawnictwo IX, 2024
- Słowalkiria, Wydawnictwo Mięta, 2024
- Słowiedźma, Wydawnictwo Mięta, 2023
- Słowodzicielka, Wydawnictwo Mięta, 2022 [II wydanie][4]
- W pożyczonym czasie, Wydawnictwo IX, 2022[5]
- Słowodzicielka, Wydawnictwo Dolnośląskie, 2019[6]

### Opowiadania[7]
- Na kwiatu urok, antologia Kwiat paproci i inne legendy słowiańskie, wyd. Mięta 2023[8]
- Morderstwo w City Noir, opowiadanie bonusowe z: Słowodzicielka, Wydawnictwo Mięta, 2022
- Dziewanna i Księżyc, antologia Nawia. Szamanki, szeptuchy, demony, wyd. Uroboros 2021
- Czarna sabata, antologia Kobiety na Smoki. Siostrzeństwo w Fantastyce 2021
- Duma informatyka, antologia Interwencja informatyka, 2021
- Ostatnia szczypta czaroprochu, Nowa Fantastyka 2021
- Trumny na wymiar, Biały Kruk 2020
- Królestwo ognia i łez, Tęczowe i fantastyczne: antologia queerowej fantastyki, 2020
- Listonosz, Scary100challenge, 2020
- NekroMarta, Silmaris 2019
- Nie wszystko złoto… Świt ebooków 2017
- Lawliet, magazyn Fantom 2017
- Wiara czyni cuda, wydawnictwo Gmork, antologia Dreszcze 2016
- Na nocnej zmianie, opowiadanie tytułowe, wydawnictwo Fabryka Słów, antologia Piór Falkonu 2016
- To byliśmy my, Magazyn Silmaris 2016
- Cena wolności, Creatio Fantastica 2016
- Poczta, Coś na ząb, Oko w oko i Wiosenne pączki – drabble w magazynie Szortal
- Hook, 3. miejsce w konkursie Świetlne Pióro 2014
- Shibuya 20.12, wyróżnienie, Świetlne Pióro 2013
- Alisson Babe i Skarby Sezamu, antologia pokonkursowa Dni Fantastyki 2013
- Małe Przyjemności, wyróżnienie, Świetlne Pióro 2012
- Labirynt smoka, Wywrota 2012
- Żywi, Esensja 2011
- Syndrom Kaina, Fahrenheit 2010

## Nagrody i wyróżnienia
- Nominacja do nagrody im. Janusza A. Zajdla za rok 2016 za opowiadania Na nocnej zmianie i To byliśmy my[9]
- Nominacja do nagrody im, Janusza A. Zajdla za rok 2019 za powieść Słowodzicielka[10]
- Książka roku serwisu Granice dla powieści Słowodzicielka[11]